# Triguillos
Triguillos är en ort i Mexiko.   Den ligger i kommunen Charo och delstaten Michoacán de Ocampo, i den södra delen av landet, 200 km väster om huvudstaden Mexico City. Triguillos ligger 2 161 meter över havet och antalet invånare är 345.
Terrängen runt Triguillos är huvudsakligen kuperad, men österut är den bergig. Terrängen runt Triguillos sluttar söderut. Runt Triguillos är det glesbefolkat, med 8 invånare per kvadratkilometer. Närmaste större samhälle är Charo, 12,9 km nordväst om Triguillos. I omgivningarna runt Triguillos växer huvudsakligen savannskog.